# Rollingergrund-Nord Belair
Rollingergrund-Nord Belair (en luxemburguès: Rollengergronn/Belair-Nord) és un dels 24 barris de la ciutat de Luxemburg. El 2014 tenia 3.973
habitants. S'estén des del nord-oest de Ville Haute a l'extrem nord-oest de la ciutat, on es forma una zona boscosa. Incorpora gran part del barri vell de Rollingergrund.